# Rynica
Rynica est une localité polonaise de la gmina rurale de Widuchowa, située dans le powiat de Gryfino en voïvodie de Poméranie-Occidentale. Elle se situe à environ 15 km au Sud-ouest de la ville de Gryfino et 35 km au sud de la capitale régionale Szczecin.

## Géographie

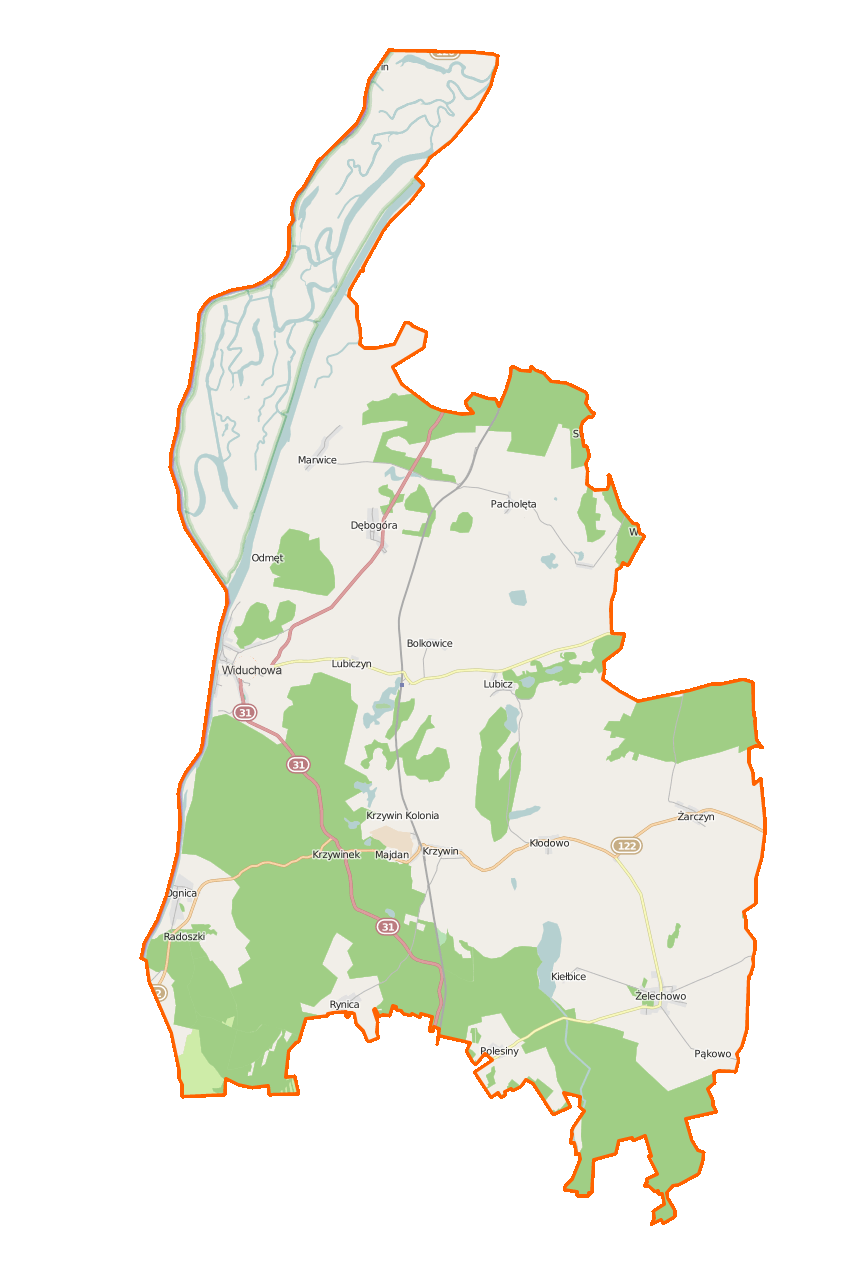
Carte de la gmina de Widuchowa.

## Histoire
Jusqu'en 1945, Roderbeck fait partie de l'arrondissement de Greifenhagen dans le district de Stettin de la province prussienne de Poméranie.